# PPS-43
A Pistolet-Pulemet Sudaev 43 (PPS-43), variante da pistola-metralhadora Pistolet-pulemet, desenhada por Aleksei Sudaev e primeiro usada durante a Batalha de Stalingrado, foi o resultado da simplificação da PPSh-41, e é comum ser considerada a melhor pistola-metralhadora da Segunda Guerra Mundial. Ela foi usada inicialmente em Leningrado, quando o bloqueio acabou em 1944, ela foi melhorada e passou a ser denominada PPS-43.
Inicialmente fabricada como PPS-42, foi futuramente melhorada, resultando na PPS-43. O uso de coronhas rebatíveis permitiram que o comprimento da arma fosse reduzido de 820 mm para 620 mm. O seu comprimento fez dela a arma ideal para paraquedistas, equipas de tanque e unidades de reconhecimento.
Descobrindo várias falhas no pesado tambor de munições, a PPS-42 foi desenhada para utilizar carregadores com capacidade para 35 cartuchos. Este tipo de cartuchos também era compatível com a PPSh. A PPS não podia utilizar o tambor dessa arma.
As PPS-43 capturadas pelos Alemães eram usadas como a MP719(r). Ao contrário da MP717(r), foram convertidas para disparar munições de 9 mm.

## Variantes
- PPS-42
- PPS-43: Em meados de 1943, a PPS-43 modernizada entrou em produção; esforços foram feitos para aprimorar a fabricação e a segurança.[1] O escudo térmico ventilado foi integrado à tampa superior do receptor, tanto o cano quanto a coronha de ombro foram encurtados, o mecanismo de travamento da coronha foi simplificado, o ejetor do estojo foi movido para a cabeça da haste-guia da mola recuperadora, o ângulo do alojamento do carregador foi aumentado no receptor para aumentar a confiabilidade da alimentação e a trava de segurança foi aprimorada para bloquear o gatilho e travar o ferrolho nas posições aberta ou fechada.[1] As PPS-43 raramente foram capturadas pelos alemães, ao contrário da PPS-42, já que o Exército Vermelho não estava mais na defensiva em 1943.

## Operadores
- Argélia
- Bielorrússia: No início da década de 1990, as PPS-43 permaneceram armazenadas. Na mesma época, submetralhadoras estrangeiras de calibre 9x19mm foram testadas por militares e pelo Ministério do Interior; no entanto, de acordo com os resultados dos testes, constatou-se que as pistolas automáticas Stechkin APS e as submetralhadoras PPS-43 armazenadas eram superiores às submetralhadoras Jatimatic, bem como às submetralhadoras compactas de outros sistemas (Ingram e Mini Uzi).[2]
- China: Usou a Tipo 54 chinesa.
- Cuba: PPS wz. 1943/1952 polonesa usada pela milícia.[3]
- Estónia: Usada pelos partisans estonianos após a Segunda Guerra Mundial.[4]
- Finlândia: Capturada dos soviéticos e criada sua própria cópia, a submetralhadora KP m/44.[5]
- Geórgia[6]
- Granada
- Costa do Marfim: PPS-43[7]
- Laos[8]
- Libéria
- Alemanha Nazista: Capturada dos soviéticos.
- Coreia do Norte: Utiliza tanto submetralhadoras PPS soviéticas quanto submetralhadoras Tipo 54 chinesas.[9]
- Polónia: Introduzida em 1943 no Exército Popular Polonês. Produzida desde 1946 como PPS wz 43.[10]
- Rússia: Milhares teriam sido capturadas pelo Grupo Wagner em um esconderijo ucraniano em Soledar.[11]
  -  Forças separatistas de Donbas[12]
- São Tomé e Príncipe[13]
- União Soviética: Produziu PPS-42 e PPS-43.[5]
- Coreia do Sul: Capturada da Coreia do Norte e da China durante a Guerra da Coreia.[14]
- Serra Leoa
- Ucrânia: No início da década de 1990, as submetralhadoras PPS-43 foram distribuídas para unidades de segurança paramilitares e para a polícia de patrulha.[15] Utilizadas como arma secundária por diversas unidades do Ministério do Interior.[16] Em 14 de julho de 2005, o Ministério da Defesa tinha pelo menos 25.000 unidades armazenadas.[17] Em 2007, 800 submetralhadoras PPS excedentes foram vendidas (50 unidades para a Áustria, 610 unidades para o Reino Unido, 100 unidades para a Noruega e 40 unidades para a República Tcheca);[18] em 15 de agosto de 2011, pelo menos 18.000 unidades permaneciam sob custódia do Ministério da Defesa.[19]
- Vietname[20]
  -  Vietnã do Norte: Usada pelos norte-vietnamitas e vietcongues na Guerra do Vietnã.[21] Conhecida como K-43.[22]
- Iugoslávia[20]